# Llorenç Sáez Gonyalons
Llorenç Sáez Gonyalons   (1965) és un botànic i professor d'universitat mallorquí. És professor titular del Departament de Biologia Animal, Vegetal i Ecologia de la Universitat Autònoma de Barcelona, on fa recerca en corologia de plantes vasculars i conservació dels recursos fitogenètics. Ha col·laborat per anys amb la publicació de Flora ibérica.
Sáez Gonyalons (el seu segon cognom es pot trobar també escrit «Goñalons») és un expert de referència en l'estudi d'espècies vegetals amenaçades, i ha col·laborat en dos projectes fonamentals per tractar aquest problema: el Catàleg de flora amenaçada de Catalunya (2008) i el Llibre vermell de les plantes vasculars endèmiques i amenaçades de Catalunya (2010). Aquest Llibre vermell recull els resultats de la revisió de l'estat de conservació d'unes 3.000 espècies i subespècies i es considera que «ha d’esdevenir una eina fonamental per a la conservació de la biodiversitat al nostre país».
També ha estudiat les molses de les Illes Balears i és autor del Llibre vermell dels briòfits amenaçats de les Illes Balears.

## Publicacions
- Mayol, Maria; Sáez, Llorenç. Orquídies: sempre salvatges.  Fundació Mediambiental Burjassot, 1997.
- López Sáez, José Antonio; Catalán, Pilar; Sáez, Llorenç. Plantas parásitas de la Península Ibérica e Islas Baleares.  Mundi-Prensa Ediciones, 2002. ISBN 8484760162.
- Rosselló i Picornell, Josep Antoni; Sáez, Llorenç. Index Balearicum: an annotated check-list of the vascular plants described from the Balearic Islands.  Institut Botànic de Barcelona, 2000.
- Galbany-Casals, Mercè; Sáez Goñalons, Llorenç; Benedí González, Carles «Conspectus of Helichrysum Mill. sect. Stoechadina (DC.) Gren. & Godr. (Asteraceae, Gnaphalieae)». Orsis: organismes i sistemes, 21, 2006, pàg. 59-81.
- Moragues, Eva; Mayol Serra, Joan; Sáez, Llorenç. Flors del Puig Major: Flores del Puig Major.  Perifèrics, 2008. ISBN 8495572648.
- Aymerich, Pere; Sáez, Llorenç; Blanché, Cèsar Blanché. Llibre vermell de les plantes vasculars endèmiques i amenaçades de Catalunya.  Argania Editio, 2010. Arxivat 2017-02-20 a Wayback Machine.